# Makura
Makura (まくら) est un prénom japonais féminin qui signifie « oreiller » et s'écrit 枕.